# Taxa Robin Hood
La taxa Robin Hood o impost Robin Hood comunament es refereix a un paquet d'impostos sobre les transaccions financeres (ITF), proposat per una campanya d'un grup d'OSALs. Els activistes han suggerit que l'impost podria ser implementat a nivell global, regional o de forma unilateral per nacions individualment. Conceptualment semblant a la taxa Tobin, que afectaria a una àmplia gamma de classes d'actius que inclou la compra i venda d'accions, bons, mercaderies, fons d'inversió, fons comuns d'inversió i derivats, com ara futurs i opcions. La taxa Tobin es va proposar només per canvi de moneda estrangera.
Una campanya mundial amb seu al Regne Unit per l'impost Robin Hood es va posar en marxa el 10 febrer de 2010 i està sent dirigit per una coalició de més de 50 organitzacions, entre elles Christian Aid, Comic Relief i l'UNICEF. El govern del Regne Unit va publicar una resposta afavorint el canvi de gravàmens bancaris i un impost sobre les activitats financeres, citant l'informe del Fons Monetari Internacional a la reunió dels G20 del juny de 2010, "Una contribució justa i substancial del sector financer". No obstant això, la major part dels esforços de la campanya s'han centrat en la variant de l'ITF.
En la tardor de 2011 la campanya de Robin Hood havia adquirit un impuls extra considerable i el suport de destacats líders d'opinió, amb una proposta de la Comissió Europea per aplicar un Impost sobre transaccions financeres de la Unió Europea per entrar en el debat legislatiu. La proposta, recolzada per onze estats membres de la UE, es va aprovar al Parlament Europeu el desembre de 2012, i pel Consell de la Unió Europea el gener de 2013. L'acord formal en els detalls dels ITF de la UE encara han de ser decidit i aprovat pel Parlament Europeu, però s'espera que entri en vigor a principis de 2014.